# 功夫巨星
功夫巨星（日语：オウケンブルースリ），是日本純種競賽馬匹。生涯活躍於中長途賽事，曾勝出2008年菊花賞。

## 出賽前
2005年2月24日出身於北海道早來町（今安平町）北部牧場，成長途中於拍賣會上被馬主福井明以3150萬日圓購入。
其後交由栗東訓練中心練馬師音無秀孝訓練。

## 競賽生涯

### 3歲
2008年4月26日出戰福島競馬場3歲未勝利戰，雖然跑出全場最快末腳，但仍然以第二落敗。
5月17日再度出戰3歲未勝利戰，然而本次比賽留得太後下，未能於直路挽回局勢，最終以第五完賽。
6月8日出戰出戰第三場3歲未勝利戰，其成功於直路上以優秀的反應衝出，最終以拋離後方4馬位的姿態取得首勝。
其後出戰兩場條件戰生田特別及阿賀野川特別，均於其中以優秀的表現獲勝。
入秋後以神戶新聞盃爲起動戰爲菊花賞作準備，比賽初段選擇於最後方位置追走，進入直路後成功爆發出全場最快的末腳，最終不斷迫近前方的賽駒下僅敗於天空深處及Black Shell取得第三。
10月26日按照計劃出戰菊花賞，由於皋月賞冠軍北國隊長及東京優駿（日本打吡）冠軍天空深處雙雙避戰，因而其於賽前獲得第一人氣。比賽開始後，其保持於中團位置推進，但於第三彎道時候開始展開衝刺，於第四彎道時候經已進佔先頭位置。進入直路後，縱然其於過彎時經已開始發力，但仍然可以繼續加速並於最後300米取得領先，及後堅守位置下成功抵擋內欄第十五人氣伏兵Flotation的追擊，以1 1/4馬位優勢取得首個一級賽冠軍，亦爲馬主福井明帶來首個一級賽頭銜，其出賽僅184日就奪得菊花賞更歷來打破最快紀錄。
11月30日出戰日本盃挑戰一衆年長馬匹，但於直路上無法進一步加速之下以第五完賽。
其後雖然於有馬紀念的賽前投票中以7萬7000票位居第六，但因顯著的疲勞以選擇避戰放草。

### 4歲
2009年以阪神大賞典作爲年度首戰，然而於其中選擇後上戰術下無法於直路衝出，最終僅能跑獲第七的戰績。
其後原定出戰春季天皇賞，但由於腰部及腳部出現不適下避戰，並進入放草調整狀態。
放草完成後於10月11日出戰京都大賞典，比賽初段選擇於後方等待時機下於最後彎道抽出大外檔，最終於直路上轟出後600米34.7秒的末腳速度超越前方所有賽駒，以3/4馬位優勢奪得暌違1年的勝利。
其後出戰秋季天皇賞，雖然於其中跑出不俗的速度，但仍然無法拉近和前方賽駒的距離，最終僅能以第四完賽。
11月29日出戰日本盃，賽前僅次於伏特加取得第二人氣。比賽開始後，其繼續選擇於後方位置追走，並於最後彎道時候抽出大外檔望空。進入直路後，其不斷加速追趕前方領先的伏特加，雖然於最後200米功夫巨星仍然落後對手約3馬位的距離，但於其不斷衝刺下成功於直路追至平頭，可惜經過約7分鐘的照片判定後，賽會確認功夫巨星以2厘米的細微差距憾負得第二。
而賽後其更被發現右前腳出現水腫的症狀，因而被安排進入長期休養。

### 5歲
2010年10月10日於京都大賞典復出，於直路爆發出全場最佳末腳下僅以1/2馬位敗於名將巨鯨取得第二。
賽後其再度被發現右前腳水腫，陣營原定安排其進入休養，但於狀態良好下決定繼續讓其出戰，但未能發揮實力下於日本盃及有馬紀念分別以第七及第十一落敗。

### 6歲
2011年繼續出戰衆多賽事但均未獲勝，較佳戰績爲於阿根廷共和國盃取得亞軍及於京都大賞典取得季軍。

### 7歲
2012年7歲的功夫巨星繼續現役，雖然本年度並無任何勝利，但成功於京都大賞典僅敗於名將關白下以第二完賽。
12月23日出戰有馬紀念取得第十四後，陣營決定安排其退役，並於2013年1月19日在京都競馬場舉行退役儀式。

### 詳細賽績
| 日期       | 舉辦國家 | 馬場 | 距離   | 級別 | 賽事名稱       | 負重 | 騎師      | 馬號 | 出馬 | 名次 | 時間   | 頭馬（二馬）    |
| ---------- | -------- | ---- | ------ | ---- | -------------- | ---- | --------- | ---- | ---- | ---- | ------ | --------------- |
| 26/4/2008  | 日本     | 福島 | 草2000 |      | 3歲未勝利      | 55   | 北村友一  | 1    | 12   | 2    | 2:03.5 | Dream Elements  |
| 17/5/2008  | 日本     | 新潟 | 草2000 |      | 3歲未勝利      | 55   | 北村友一  | 6    | 11   | 5    | 2:02.8 | Eiden Dance     |
| 8/6/2008   | 日本     | 中京 | 草2000 |      | 3歲未勝利      | 55   | 北村友一  | 5    | 18   | 1    | 2:00.0 | （Lord Flash）  |
| 21/6/2008  | 日本     | 阪神 | 草2400 |      | 生田特別       | 53   | 武豐      | 1    | 10   | 1    | 2:28.0 | （小林神宮）    |
| 23/8/2008  | 日本     | 新潟 | 草2200 |      | 阿賀野川特別   | 54   | 内田博幸  | 10   | 12   | 1    | 2:11.9 | （Destramente） |
| 28/9/2008  | 日本     | 阪神 | 草2400 | GII  | 神戶新聞盃     | 56   | 内田博幸  | 12   | 18   | 3    | 2:25.4 | 天空深處        |
| 26/10/2008 | 日本     | 京都 | 草3000 | GI   | 菊花賞         | 57   | 内田博幸  | 14   | 18   | 1    | 3:05.7 | （Flotation）   |
| 30/11/2008 | 日本     | 東京 | 草2400 | GI   | 日本盃         | 55   | 内田博幸  | 1    | 17   | 5    | 2:25.8 | 銀幕英雄        |
| 22/3/2009  | 日本     | 阪神 | 草3000 | GII  | 阪神大賞典     | 58   | 内田博幸  | 12   | 12   | 7    | 3:14.4 | 淺草皇帝        |
| 11/10/2009 | 日本     | 京都 | 草2400 | GII  | 京都大賞典     | 59   | 内田博幸  | 2    | 14   | 1    | 2:24.3 | （醒目快駒）    |
| 1/11/2009  | 日本     | 東京 | 草2000 | GI   | 秋季天皇賞     | 58   | 内田博幸  | 15   | 18   | 4    | 1:58.0 | 結伴行          |
| 29/11/2009 | 日本     | 東京 | 草2400 | GI   | 日本盃         | 57   | 内田博幸  | 10   | 18   | 2    | 2.22.4 | 伏特加          |
| 10/10/2010 | 日本     | 京都 | 草2400 | GII  | 京都大賞典     | 58   | 内田博幸  | 9    | 10   | 2    | 2:25.1 | 名將巨鯨        |
| 28/11/2010 | 日本     | 東京 | 草2400 | GI   | 日本盃         | 57   | 李慕華    | 14   | 18   | 7    | 2:25.4 | 玫瑰帝國        |
| 26/12/2010 | 日本     | 中山 | 草2500 | GI   | 有馬紀念       | 57   | 横山典弘  | 13   | 15   | 11   | 2:33.7 | 比薩勝駒        |
| 13/2/2011  | 日本     | 京都 | 草2200 | GII  | 京都紀念       | 58   | 内田博幸  | 1    | 12   | 7    | 2:15.1 | 邁向輝煌        |
| 20/3/2011  | 日本     | 阪神 | 草3000 | GII  | 阪神大賞典     | 58   | 濱中俊    | 12   | 13   | 8    | 3:05.4 | 奈村新月        |
| 1/5/2011   | 日本     | 京都 | 草3200 | GI   | 春季天皇賞     | 58   | 濱中俊    | 16   | 18   | 10   | 3:21.9 | 萬千寵愛        |
| 9/10/2011  | 日本     | 京都 | 草2400 | GII  | 京都大賞典     | 58   | 濱中俊    | 4    | 8    | 3    | 2:24.3 | 玫瑰帝國        |
| 6/11/2011  | 日本     | 東京 | 草2500 | GII  | 阿根廷共和國盃 | 58.5 | 田邊裕信  | 12   | 18   | 2    | 2:31.7 | 始創先鋒        |
| 27/11/2011 | 日本     | 東京 | 草2400 | GI   | 日本盃         | 57   | 0蛯名正義 | 4    | 16   | 10   | 2:25.0 | 迷人景致        |
| 18/2/2012  | 日本     | 東京 | 草3400 | GIII | 鑽石錦標       | 58.5 | 田邊裕信  | 2    | 16   | 14   | 3:38.1 | Keiai Dosojin   |
| 18/3/2012  | 日本     | 阪神 | 草3000 | GII  | 阪神大賞典     | 57   | 安藤勝己  | 11   | 12   | 8    | 3:14.4 | Gustave Cry     |
| 8/10/2012  | 日本     | 京都 | 草2400 | GII  | 京都大賞典     | 57   | 濱中俊    | 9    | 13   | 2    | 2:23.4 | 名將關白        |
| 4/11/2012  | 日本     | 東京 | 草2500 | GII  | 阿根廷共和國盃 | 58   | 濱中俊    | 8    | 15   | 7    | 2:31.1 | 利祿殊          |
| 25/11/2012 | 日本     | 東京 | 草2400 | GII  | 日本盃         | 57   | 濱中俊    | 9    | 17   | 14   | 2:24.9 | 貴婦人          |
| 23/12/2012 | 日本     | 中山 | 草2500 | GI   | 有馬紀念       | 57   | 田邊裕信  | 12   | 16   | 14   | 2:34.4 | 黃金船          |

## 退役後
退役後，功夫巨星成爲了配種馬，於北海道浦河町East Stud休養，在2013年進行配種，首批子嗣於2014年出生。首批子嗣可於2016年出賽，2017年8月12日有中央的子嗣於未勝戰取勝。2018年2月11日，Oken Moon在共同通信盃取勝，成爲首匹勝出分級賽事的子嗣。
2023年由配種馬退役，前往同町的浦河優駿度假村AERU進行養老生活。

### 主要子嗣

#### 分級賽優勝子嗣
2015年生
- Oken Moon（共同通信盃）

## 血統簡介
父系森林寶穴爲日本賽駒，生涯戰績優秀，曾勝出東京優駿及日本盃。祖父爲愛爾蘭生產的意大利賽駒東來兵，曾勝出凱旋門大賽，退役後於日本配種，和週日寧靜及百仁時間被一同稱爲改變日本賽馬的三匹種馬。
母系Silver Joy爲加拿大賽駒，生涯戰績不佳僅得四勝。外祖父Silver Deputy爲美國賽駒，生涯僅出戰兩場賽事並全數勝出。

### 血統表
| 父線：Zeddaan系（Grey Sovereign系）             |                                  |                 |               |
| 種馬 森林寶穴 1998年（棗色）                    | 東來兵 1983年（棗色）            | Kampala         | Kalamoun      |
| 種馬 森林寶穴 1998年（棗色）                    | 東來兵 1983年（棗色）            | Kampala         | State Pension |
| 種馬 森林寶穴 1998年（棗色）                    | 東來兵 1983年（棗色）            | Severn Bridge   | Hornbeam      |
| 種馬 森林寶穴 1998年（棗色）                    | 東來兵 1983年（棗色）            | Severn Bridge   | Priddy Fair   |
| 種馬 森林寶穴 1998年（棗色）                    | Dance Charmer 1990年（深棗色）   | 雷利耶夫        | 北地舞人      |
| 種馬 森林寶穴 1998年（棗色）                    | Dance Charmer 1990年（深棗色）   | 雷利耶夫        | Special       |
| 種馬 森林寶穴 1998年（棗色）                    | Dance Charmer 1990年（深棗色）   | Skillful Joy    | Nodouble      |
| 種馬 森林寶穴 1998年（棗色）                    | Dance Charmer 1990年（深棗色）   | Skillful Joy    | Skillful Miss |
| 繁殖雌馬 Silver Joy 1993年（栗色）              | Silver Deputy 1985年（棗色）     | Deputy Minister | Vice Regent   |
| 繁殖雌馬 Silver Joy 1993年（栗色）              | Silver Deputy 1985年（棗色）     | Deputy Minister | Mint Copt     |
| 繁殖雌馬 Silver Joy 1993年（栗色）              | Silver Deputy 1985年（棗色）     | Silver Valley   | 淘金者        |
| 繁殖雌馬 Silver Joy 1993年（栗色）              | Silver Deputy 1985年（棗色）     | Silver Valley   | Seven Valleys |
| 繁殖雌馬 Silver Joy 1993年（栗色）              | Joy of Myrliewood 1984年（棗色） | Northern Jove   | 北地舞人      |
| 繁殖雌馬 Silver Joy 1993年（栗色）              | Joy of Myrliewood 1984年（棗色） | Northern Jove   | Junoia        |
| 繁殖雌馬 Silver Joy 1993年（栗色）              | Joy of Myrliewood 1984年（棗色） | Myrtlewood Lass | 里博          |
| 繁殖雌馬 Silver Joy 1993年（栗色）              | Joy of Myrliewood 1984年（棗色） | Myrtlewood Lass | Gold Digger   |
| 雌系：Myrtlewood系（號族：13-c）                |                                  |                 |               |
| 五代內近親交配：北地舞人 4×5×4、Gold Digger 5×4 |                                  |                 |               |

## 命名由來
名字中，Oken（オウケン）是馬主福井明之冠名，出自其所經營的武館櫻拳墊之名字，Bruce Lee（ブルースリ）即是華裔武術家、武打演員及監製李小龍之名字，香港則忽略冠名部分，取後半部分的意思，翻譯為「功夫巨星」。

## 外部連結
- 功夫巨星 netkeiba.com （页面存档备份，存于）
- 血統表 （页面存档备份，存于）